# تيموثي ك. لويس
تيموثي ك. لويس (بالإنجليزية: Timothy K. Lewis)‏ هو قاضي ومحامي أمريكي، ولد في 1954 في بيتسبرغ في الولايات المتحدة.